# Encyclia tampensis
Encyclia tampensis là một loài thực vật có hoa thuộc họ Lan, phân họ Lan biểu sinh.

## Phân bố
Bản địa của Florida và các đảo lân cận như Cuba và Bahamas. E. tampensis là loài phụ sinh thường gặp ở các khu vực rừng ngập mặn, rừng sồi, rừng thông hay rừng cọ. 

Số nhiễm sắc thể lưỡng bội của E. tampensis là 2n = 40; số nhiễm sắc thể đơn bội là n = 20.

## Hình ảnh

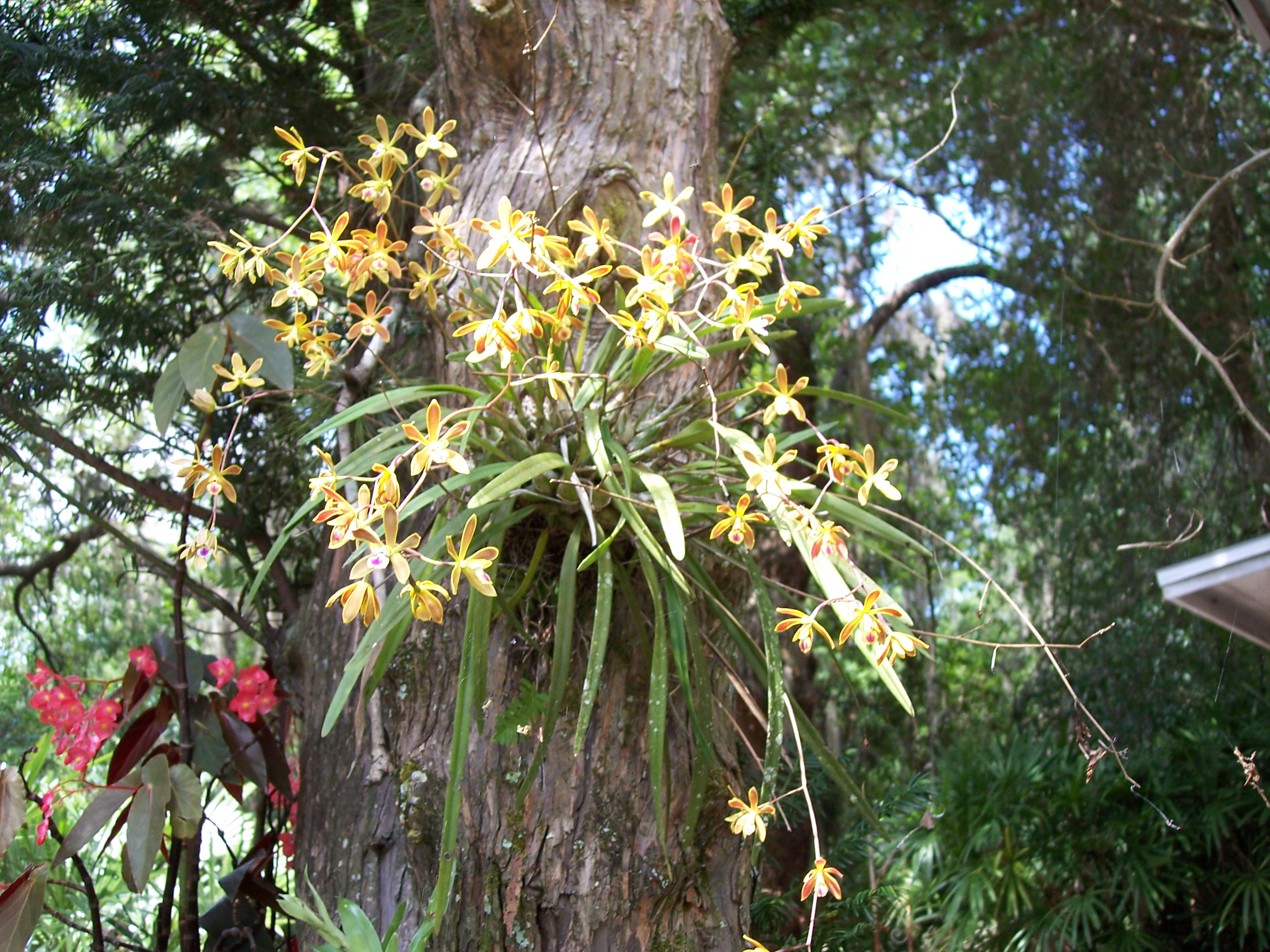
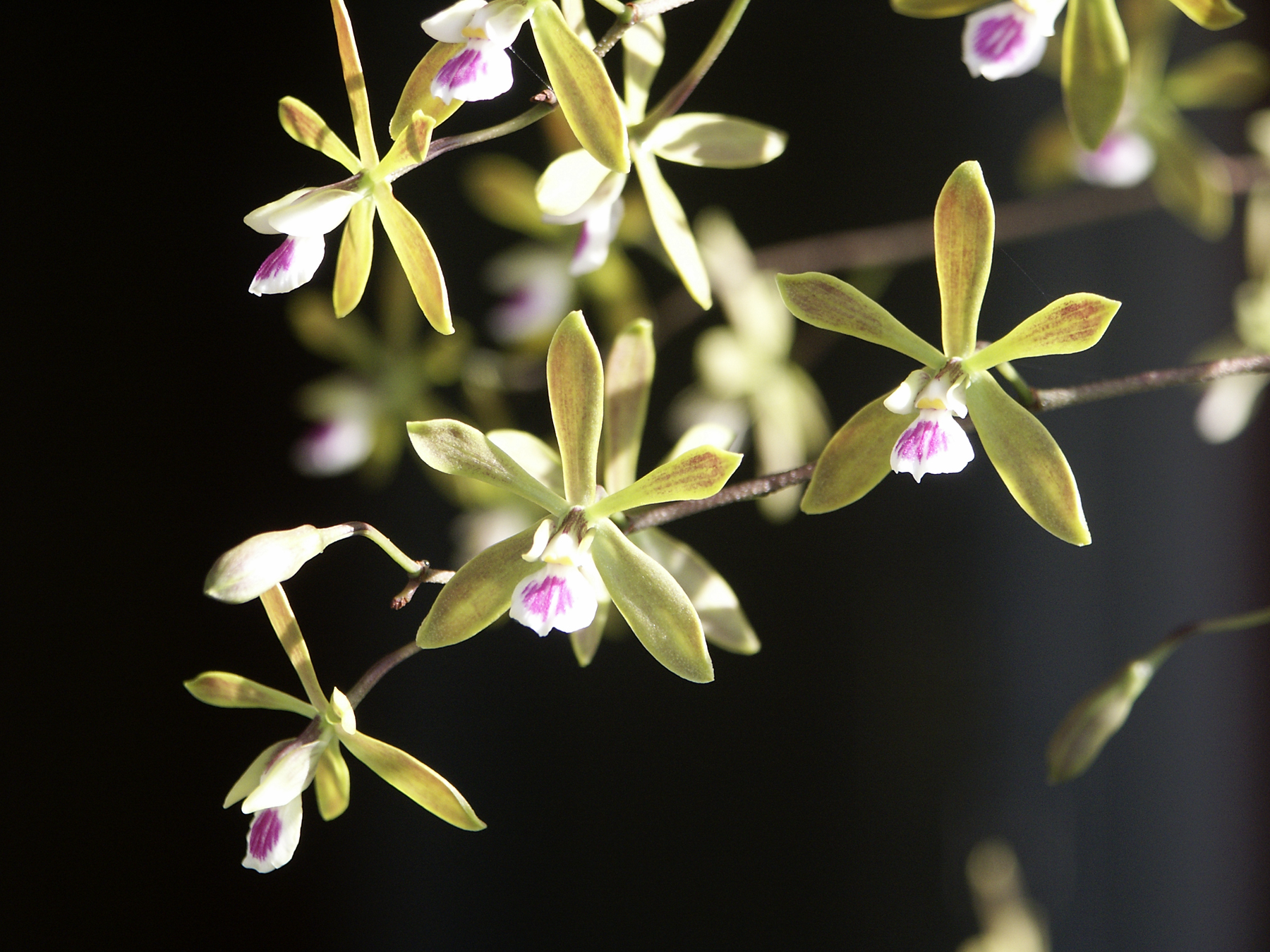
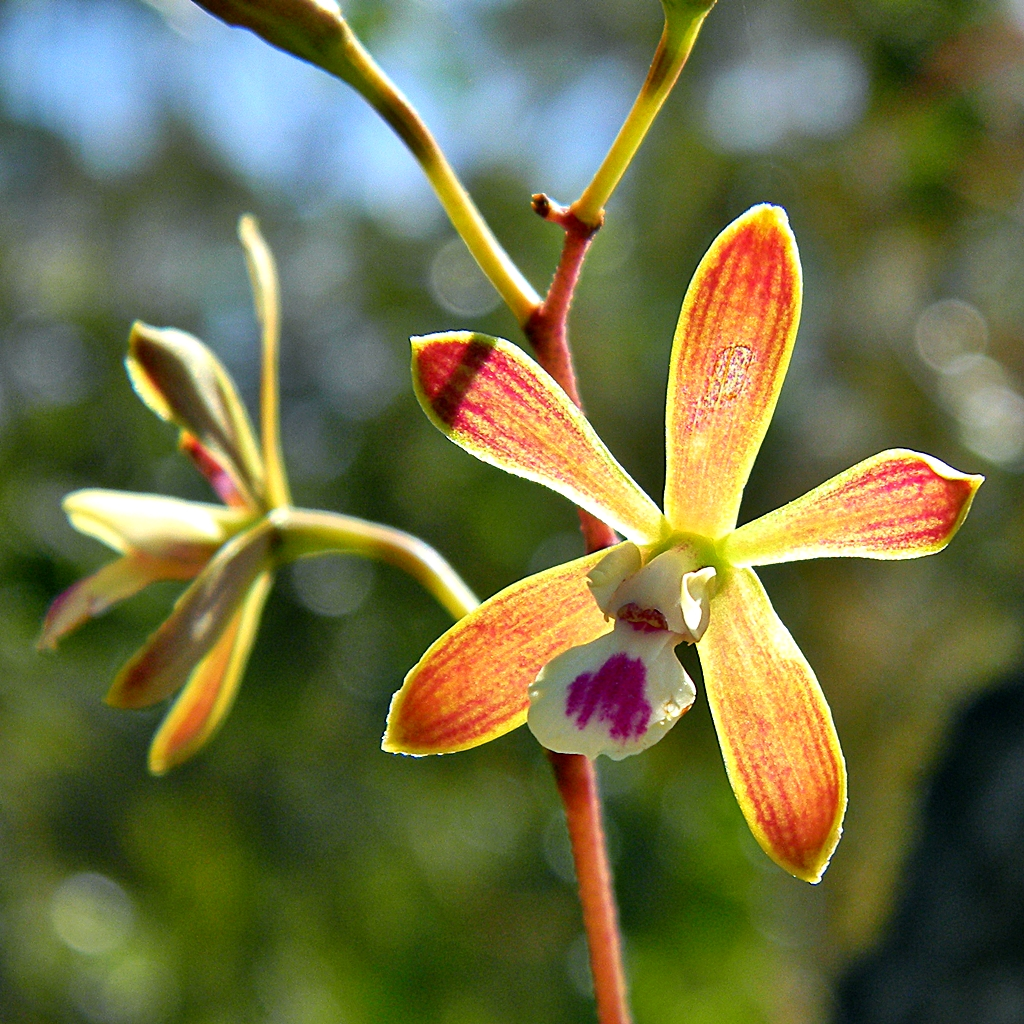
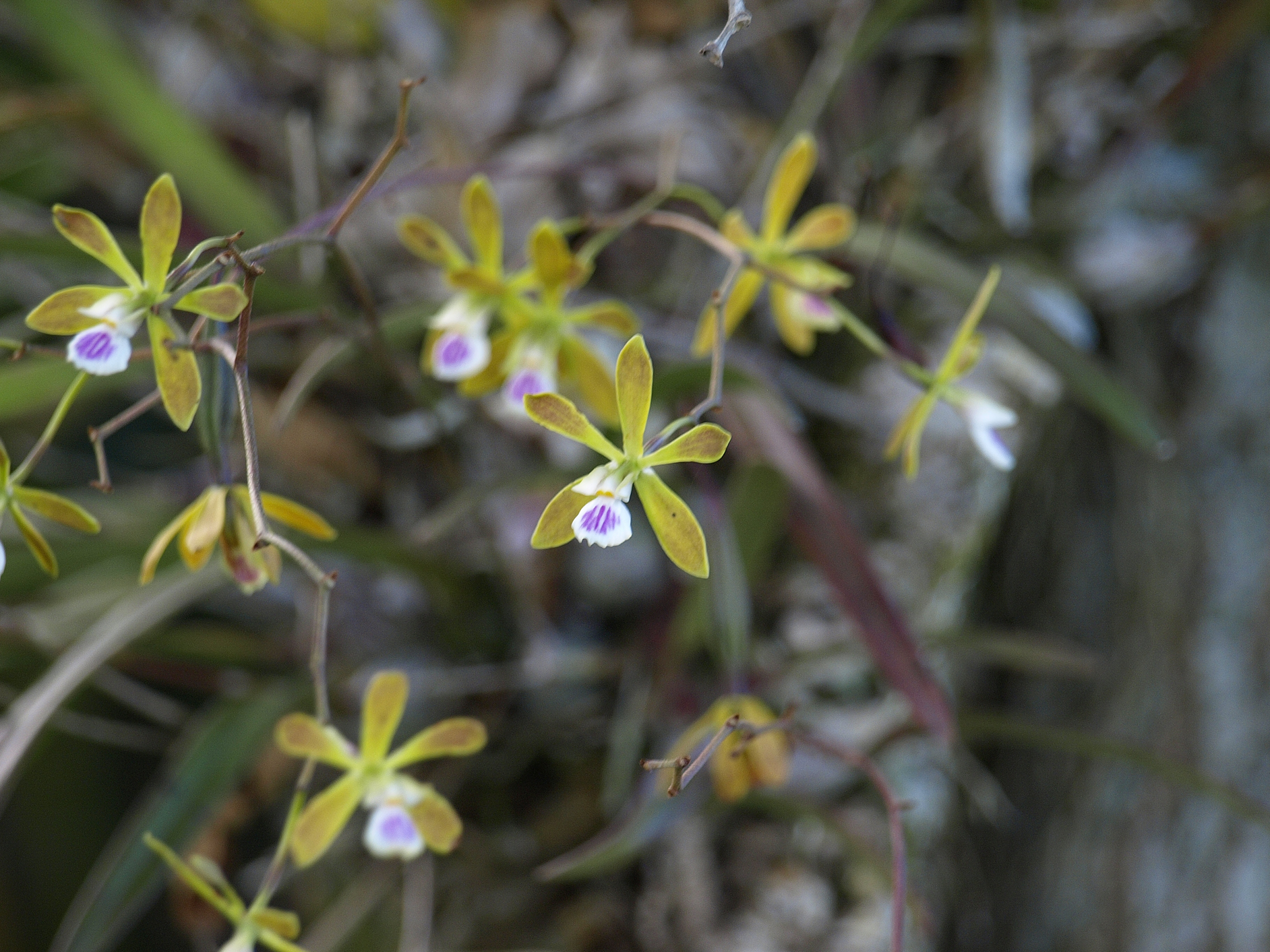